# Pierre Philippe (pianiste)
 (juin 2018).
Si vous disposez d'ouvrages ou d'articles de référence ou si vous connaissez des sites web de qualité traitant du thème abordé ici, merci de compléter l'article en donnant les références utiles à sa vérifiabilité et en les liant à la section « Notes et références ».
Pour les articles homonymes, voir Pierre Philippe et Philippe.
Pierre Philippe, pseudonyme de Pierre Le Philipponnat, est un pianiste français né le 28 février 1909 à Paris et mort le 14 juin 1995 à Saint-Bouize. Il a accompagné les Frères Jacques de 1946 à 1965.

## Biographie
Né en 1909, Pierre Philippe entre à 15 ans chez un agent de change, et joue du piano en fin de semaine dans les noces et les banquets. À 25 ans, il découvre la joie de jouer sur un piano Steinway, et court désormais les concerts pour jouer partout où il peut. Il devient ensuite l'élève de Marcel Ciampi, reprend son éducation musicale et, trois ans plus tard joue en soliste au Conservatoire. Puis vient la guerre. Prisonnier pendant 5 ans en Silésie, il compose la musique et dirige l'orchestre pour des opérettes.
De retour à Paris, il reprend sa baguette lorsque le Studio des Champs-Elysées remonte l'un de ses spectacles. Jean-Pierre Grenier et Olivier Hussenot lui proposent alors d'écrire la musique d'Orion le tueur et les raccords de La Parade. C'est à cette occasion qu'il fait la rencontre des Frères Jacques. Il les fait travailler énormément (les voix une à une, les nuances, la mise en place) et, satisfait du résultat, il devient leur pianiste, le « cinquième » élément du quatuor.
Il est leur pianiste attitré durant vingt ans, sans la moindre défection, composant certaines musiques de leur répertoire, et il s'occupe également de la direction des orchestres les accompagnant. Il prend sa retraite en décembre 1965 et passe la main à Hubert Degex.

## Principales œuvres
- Orion le tueur (paroles de Jean-Pierre Grenier et Maurice Fombeure, musique de Jean-Pierre Grenier et Pierre Philippe) (1946)
- Son nombril (paroles de Blaise Petitveau) (1949)
- Petite fable sans morgue (La complainte des petits cabinets) (1952)
- Chanson pour un jour de pluie (1953)
- Général à vendre (paroles de Francis Blanche) (1954)
- Le Résumé de la situation (avec Francis Mainville) (1956)
- Gros Jean comme devant (paroles de Francis Blanche) (1954)
- Les Assis (Le Pnyx) (paroles de Bernard Zimmer) (1958)
- Les Quatre sergents (paroles de Jean Cosmos) (1961)
- Chansons de l'opérette La belle Arabelle (Paroles de Francis Blanche et Marc-Cab, musique de Guy Lafarge et Pierre Philippe) (1956) :
  - La Belle Arabelle
  - La Colle au pinceau
  - J'emmène les gendarmes
  - Les Boit's à musique
  - Les Barons de Ballancourt